# 飛鳥水落遺跡

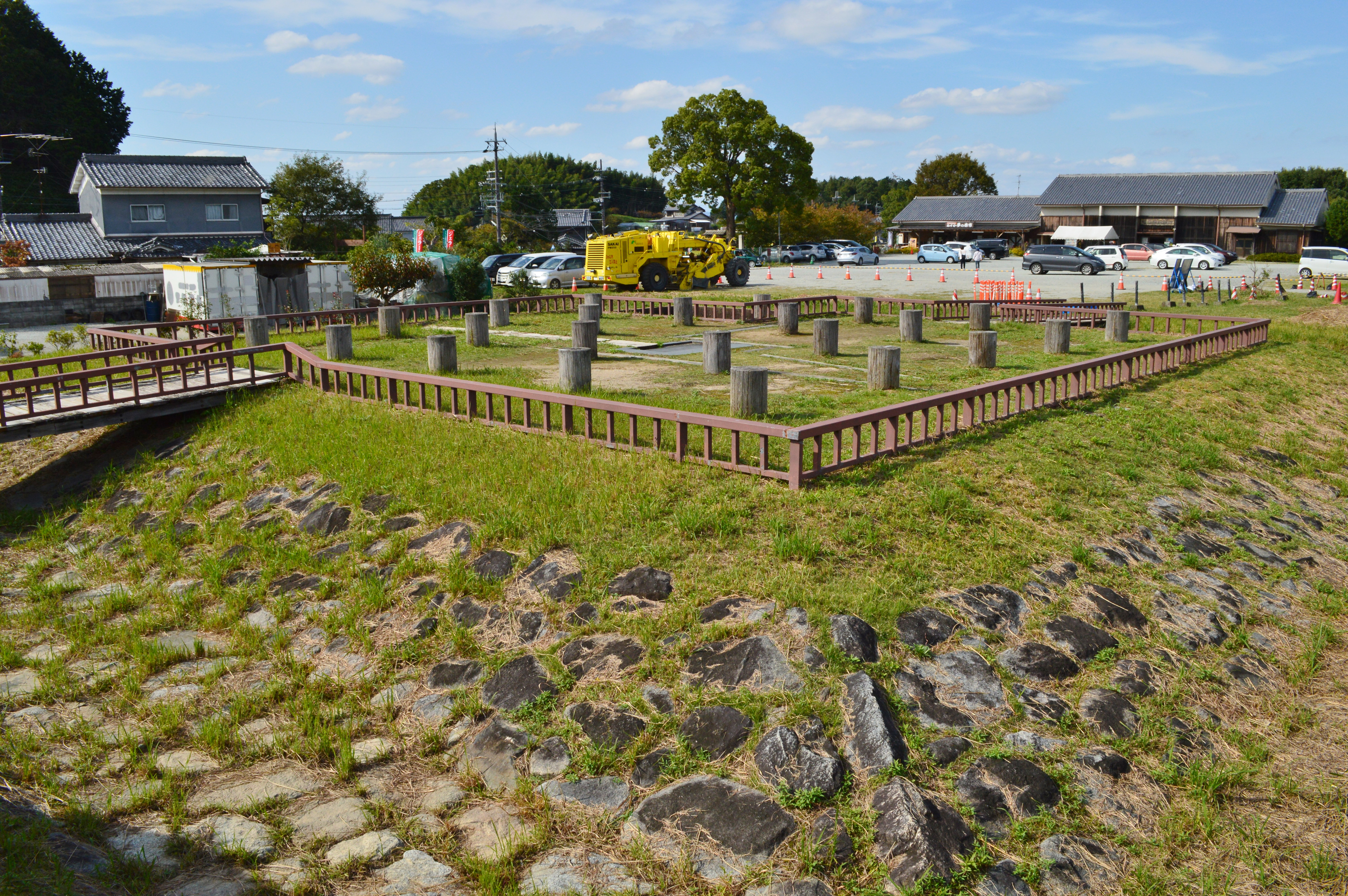
全景

飛鳥水落遺跡（あすかみずおちいせき）は、奈良県明日香村にある古代の漏刻跡とされる遺跡。国の史跡に指定されている。

## 概要
飛鳥盆地の中央部、飛鳥川東岸に位置し、東南には飛鳥寺がある。1972年に民家建設のための事前調査の際に遺跡が確認され、1981年以降から本格的な調査が実施された。その結果、建物の規模や性格が明らかになり、この場所が『日本書紀』に登場する天智天皇10年4月25日（辛卯:671年6月7日）条に記された漏刻とその付属施設であることが確認された。また、この地は位置的に若い頃の天智天皇（中大兄皇子）が打毬の際に中臣鎌足と出会った（→乙巳の変）とされる「飛鳥寺西の槻樹」の一郭であったとする説もある。
発掘された遺構は楼状建物跡とそれに付随する水利用の施設、4棟以上はあったと推測される掘立柱建物跡及び掘立柱塀跡などからなる。楼状建物は土を盛り上げ貼石をした基壇上に建つ4間（約11m）四方の正方形平面で、中央部を除いて合計24本の柱を立てる総柱様建物である。礎石は基壇の地中1m下に据えられ、そこに空けられた径40cmの円形刳り込みに柱をはめ、更に各礎石間に石製の地中梁を巡らし、基壇土で周りを固めている。一方、建物中央部の基壇下1mには花崗岩切石を台石にして1.65m・0.85mの黒漆塗の木箱が置かれていた痕跡があり、基壇内には木樋や桝、木樋から上方に取り付けられたラッパ状のごく細い銅管などが設置されていた。基壇の下には東から建物中央部に向かって木樋暗渠があったことが知られ、木箱の西側にも流入した水を流すための別の銅管の設置も確認されている。こうした発掘成果により、木樋から導入された水をラッパ状の銅管を使って上方高く吸い上げ、最終的に黒漆塗の木箱に流し込む構造であったと推定されている。

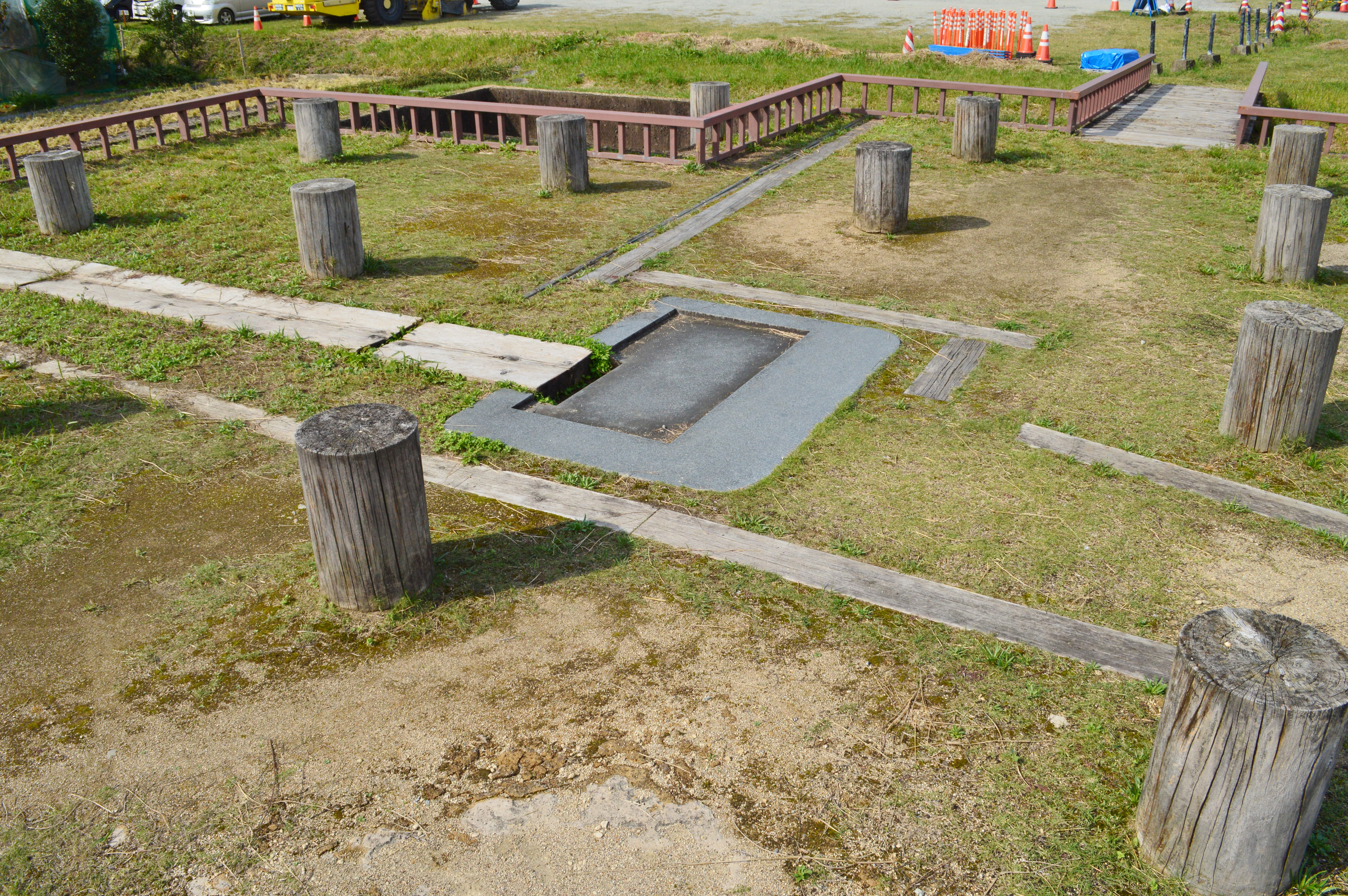
水時計受水木箱跡の標示
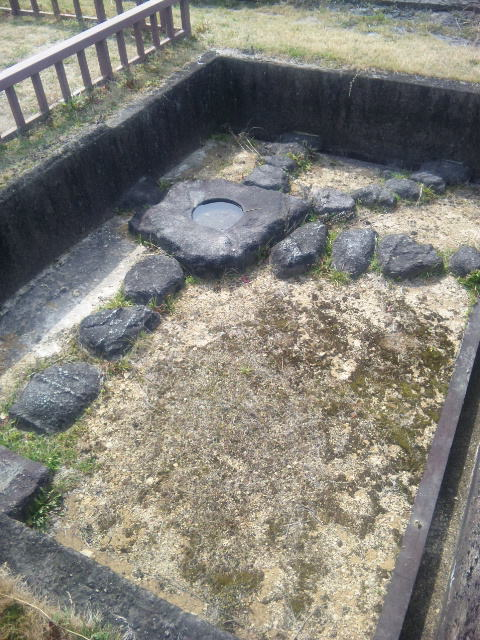
建物礎石